# Splendrillia lucida
Splendrillia lucida là một loài ốc biển, là động vật thân mềm chân bụng sống ở biển thuộc họ Drilliidae.